# Fronteira Jordânia–Síria
A fronteira entre a Jordânia e a Síria é a linha que de 375 km de extensão, que separa o norte da Jordânia do território da Síria. Passa pelo Deserto Sírio no noroeste da Jordânia, no trecho retilíneo da fronteira. Aí forma tríplice fronteira Síria-Jordânia-Iraque.
No extremo oeste forma fronteira tríplice dos dois países com Israel, no Mar da Galileia, proximidade das Colinas de Golã. Separa as províncias sírias (oeste para leste) de Quneitra, Daraa, Sueida, Zona Rural de Damasco, Homs das províncias jordanas (de oeste para leste) de Al Mafraq e Irbid. Passa nas proximidades de Bostra (Síria).
Com a independência da Jordânia em 1923, essa fronteira foi predefinida. A confirmação veio em 1946 com a fundação da Dinastia Haxemita por Abdullah I.
Hoje, a tríplice fronteira do extremo oeste informada acima é a visão da Síria. Efetivamente, esse ponto está cerca de 10 km mais a leste, fora do Mar da Galileia, em função da ocupação por Israel das Colinas de Golã desde a Guerra dos Seis Dias em 1967.
Houve uma série de incidentes ao longo da fronteira desde o início da Guerra Civil Síria em 2011.